# Nicolas Gilsoul

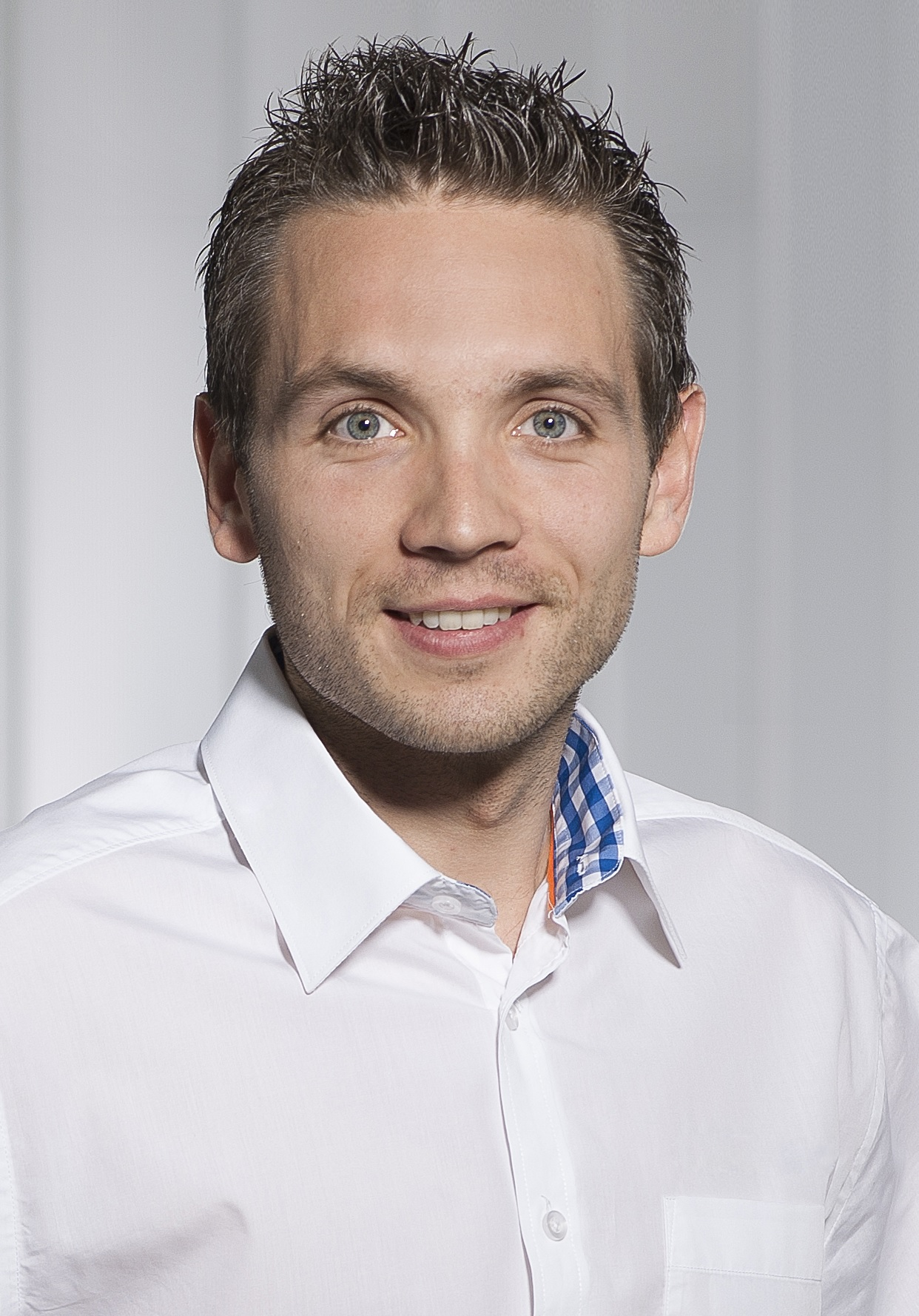
Nicolas Gilsoul

Nicolas Gilsoul (* 5. Februar 1982 in Chênée) ist ein belgischer Rallyebeifahrer. An der Seite von Thierry Neuville wurde er fünf Mal Vizeweltmeister in der Rallye-Weltmeisterschaft (WRC). Die beiden arbeiteten seit 2011 zusammen. Ende der Saison 2020 gab Gilsoul seinen Rücktritt aus der WRC bekannt. Im Jahr 2023 kommt Gilsoul zurück in die WRC, an der Seite von Pierre-Louis Loubet nimmt er im Ford Puma Rally1 vom Team M-Sport platz.

## Klassifikationen

### WRC-Siege
| Nr. | Rallye             | Saison | Fahrer           | Auto            |
| --- | ------------------ | ------ | ---------------- | --------------- |
| 1   | Rallye Deutschland | 2014   | Thierry Neuville | Hyundai i20 WRC |
| 2   | Rallye Italien     | 2016   | Thierry Neuville | Hyundai i20 WRC |
| 3   | Rallye Korsika     | 2017   | Thierry Neuville | Hyundai i20 WRC |
| 4   | Rallye Argentinien | 2017   | Thierry Neuville | Hyundai i20 WRC |
| 5   | Rallye Polen       | 2017   | Thierry Neuville | Hyundai i20 WRC |
| 6   | Rallye Australien  | 2017   | Thierry Neuville | Hyundai i20 WRC |
| 7   | Rallye Schweden    | 2018   | Thierry Neuville | Hyundai i20 WRC |
| 8   | Rallye Portugal    | 2018   | Thierry Neuville | Hyundai i20 WRC |
| 9   | Rallye Italien     | 2018   | Thierry Neuville | Hyundai i20 WRC |
| 10  | Rallye Frankreich  | 2019   | Thierry Neuville | Hyundai i20 WRC |
| 11  | Rallye Argentinien | 2019   | Thierry Neuville | Hyundai i20 WRC |
| 12  | Rallye Spanien     | 2019   | Thierry Neuville | Hyundai i20 WRC |
| 13  | Rallye Monte Carlo | 2020   | Thierry Neuville | Hyundai i20 WRC |